# Susana Costa
Susana Cristina Saíde da Costa (* 22. September 1984 in Setúbal) ist eine portugiesische Leichtathletin. Sie ist spezialisiert auf den Dreisprung.

## Sportliche Laufbahn
Erste internationale Erfahrungen sammelte Susana Costa 2004 bei den Ibero-Amerikanischen Meisterschaften in Huelva, bei denen sie mit 12,91 m den sechsten Platz belegte. 2006 gewann sie bei den Jogos da Lusofonia in Macau mit 12,46 m die Silbermedaille hinter der Brasilianerin Tânia da Silva. Im Jahr darauf nahm sie an den Halleneuropameisterschaften in Birmingham teil, schied dort aber mit 13,43 m in der Qualifikation aus. 2012 siegte sie mit einer Weite von 13,78 m bei den Ibero-Amerikanischen Meisterschaften in Barquisimeto und qualifizierte sich damit für die Europameisterschaften in Helsinki, bei denen 13,99 m aber nicht für den Finaleinzug reichten. Auch bei den Halleneuropameisterschaften 2013 in Göteborg konnte sie sich mit 13,74 m nicht für das Finale qualifizieren.
2014 zog sie in das Finale der Europameisterschaften in Zürich ein und belegte dort mit einer Weite von 13,78 m den achten Platz. 2015 schied sie bei den Halleneuropameisterschaften mit 13,78 m und bei den Weltmeisterschaften in Peking ohne eine gültige Weite in der Qualifikation aus. Bei ihrer ersten Olympiateilnahme 2016 in Rio de Janeiro schaffte sie den Finaleinzug und belegte dort mit 14,12 m den neunten Gesamtrang. Zuvor wurde sie bei den Europameisterschaften in Amsterdam mit 14,34 m Fünfte. Bei den Halleneuropameisterschaften in Belgrad im Jahr darauf belegte sie mit neuer persönlicher Hallenbestweite von 13,99 m den siebten Platz. Auch bei den Weltmeisterschaften in London gelangte sie in das Finale, in dem sie mit 13,99 m den elften Platz belegte. 2018 wurde sie bei den Mittelmeerspielen in Tarragona mit 13,81 m Fünfte und bei den Europameisterschaften in Berlin mit 13,97 m Elfte. Anschließend gewann sie bei den Ibero-Amerikanischen Meisterschaften in Trujillo mit 13,76 m die Silbermedaille hinter der Kolumbianerin Yosiris Urrutia.
2019 belegte sie bei den Halleneuropameisterschaften in Glasgow mit einer Weite und persönlicher Bestleistung von 13,43 m im Finale den fünften Platz.
2003, 2005 und 2006 sowie 2018 wurde Costa Portugiesische Meisterin im Dreisprung im Freien sowie 2003 auch im Weitsprung. In der Halle sicherte sie sich die Titel im Dreisprung von 2004 bis 2008, 2011 und 2019.

## Persönliche Bestleistungen
- Dreisprung: 14,35 m (+0,6 m/s),5. August 2017 in London
  - Dreisprung (Halle): 14,43 m, 3. März 2019 in Glasgow